# 目黑本町
目黑本町（日语：／ Meguro-honchō */?）是東京都目黑區的町名，設一丁目至六丁目。2013年7月1日為止的人口有23,082人。面積0.92平方公里。郵遞區號152-0002。

## 地理
位於目黑區東南部，全域屬南部地區。北至目黑通，接目黑區中央町、鷹番。東鄰目黑區下目黑、品川區小山台。東南鄰品川區小山。西南接目黑區原町。西鄰目黑區碑文谷。
26號線通穿過町內。町內主要為住宅區。

## 歷史
1966年（昭和41年）實施住居表示，過去的月光町、東町、向原町、清水町大部分地區與碑文谷一丁目、同二丁目各一部分合併成立。

### 地名由來
實施住居表示時所選出的町名。當初提議目黑本町的理由是「容易說、容易寫、容易記。也是地域上目黑的中心，郵便局、公會堂別館（當時的目黑本町一丁目14番1號）都在町內。已經有上目黑、中目黑、下目黑但還沒有本町」。

## 交通
東南部鄰近東急目黑線、武藏小山站，西南部鄰近西小山站。北部還可利用東急東橫線學藝大學站。此外北部目黑通上有往來目黑站的路線巴士。

## 設施
- 目黑郵便局
- 東急巴士目黑營業所
- 目黑區立社會教育會館
- 東京地方裁判所民事執行中心
- 目黑區立清水池公園
- 目黑區立月光原小學校
- 目黑區立中央體育館
- 目黑區立向原小學校

## 備註
1. ↑  .   [2013-08-06]. （原始内容存档于2020-05-03）.
2. ↑  東京都総務局統計部人口統計課　編集・発行「東京都區市町村町丁別報告」平成17年国勢調査分，平成22年3月発行，P.260
3. ↑  地區・住區區域　中目黑，三田，目黑，下目黑，中町，五本木，祐天寺，中央町，目黑本町-目黑區ホームページ 的存檔，存档日期2013-02-22.,2011-04-13閲覧。
4. ↑  目黒の地名　目黒本町（めぐろほんちょう） 的存檔，存档日期2011-07-17.